# Pierre Louis Moreau de Maupertuis
Pierre Louis Moreau de Maupertuis (Saint-Malo, 1698. július 7. – Bázel, 1759. július 27.) francia fizikus, matematikus, csillagász, filozófus, természettudós és értelmiségi. A Francia Akadémia és a Francia Természettudományi Akadémia tagja volt, valamint II. Frigyes porosz király meghívására a Berlini Tudományos Akadémia elnöki tisztét töltötte be.

## Élete
Igen előkelő családból származott és kezdetben katonai pályára lépett. Itt már százados volt, midőn visszavonult, hogy teljesen a tudománynak élhessen. 1723-ban a párizsi akadémia tagjává nevezték ki; néhány évvel később a Royal Society is tagjává választotta. A Francia Természettudományi Akadémia 1736-ban több tudósból álló bizottság élén Lappföldre küldte, hogy ott a magas szélességi fokok alatt fokmérést végezzen a föld alakjának meghatározása céljából. Ez év júliusában el is indultak és decemberben megkezdték a mérést a Tornea-Elf jegén, a Kittis-hegy és Tornea városa között. A mérés azonban nem volt igen pontos, minek részben az idő rövidsége volt az oka. 1738-ban közölte Sur la figure la terre déterminée par les observations de M. Clairault, Camus, Le Monnier et Outhier (Amszterdam, 1738) című művét. 1740-ben Nagy Frigyes Berlinbe hivatta, hogy a berlini akadémia igazgatását átvegye. Innen Nagy Frigyest a sziléziai háborúba követte és részt vett a mollwitzi csatában, ahol az osztrákok fogságába esett. De nemsokára kiszabadulván, Berlinbe utazott és itt 1746-ban az akadémia elnökévé nevezték ki. A legkisebb hatás törvényére vonatkozó iratai nagy vitákba keverték. Különösen Samuel König támadta meg őt és Leibniz egyik levelét tette közzé, mely szerint az már tudta, hogy a mozgás változásánál a hatás mindig maximum vagy minimum. Maupertuis azonban keresztül vitte, hogy ezen levelet hamisítottnak nyilvánítsák. Ekkor Voltaire vette pártfogása alá Königet és több szatírában tette nevetségessé Maupertuist. Ez végre 1756-ban megunva a sok vitát, lemondott hivataláról.

## Munkássága
Nevét leggyakrabban, mint a Maupertuis-elv megalkotóját említik (legkisebb hatás elve). Munkássága a biológia terén az örökléstan és a kompetíció, vagyis az életért való küzdelem területeit is érinti.

## Főbb munkái
- Sur la figure de la terre (1738)

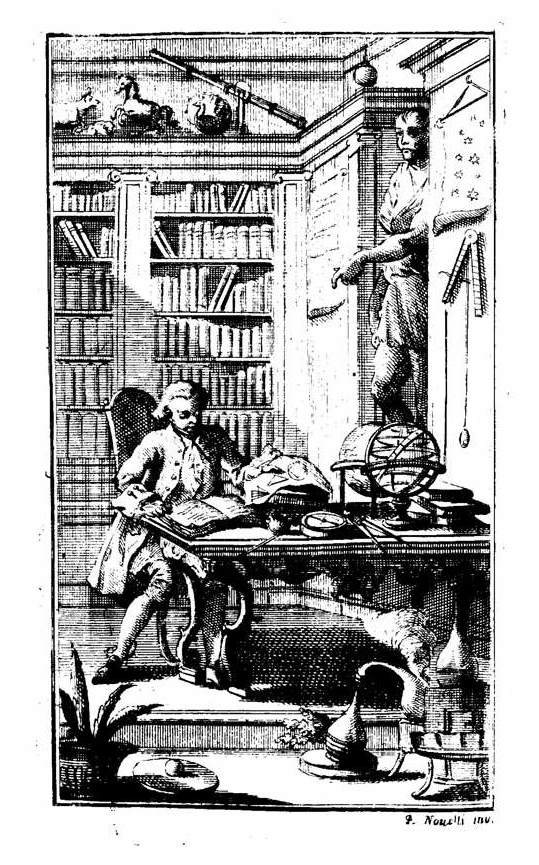
Lettres

- Discours sur la parallaxe de la lune (1741)
- Discours sur la figure des astres (1742)
- Eléments de la géographie (1742)
- Lettre sur la comète de 1742 (1742)
- Accord de différentes loix de la nature qui avoient jusqu’ici paru incompatibles|Accord de différentes loix de la nature qui avoient jusqu’ici paru incompatibles (1744)
- Vénus physique (1745)
- Astronomie nautique (1745 és 1746)
- Les loix du mouvement et du repos déduites d'un principe metaphysique|Les loix du mouvement et du repos déduites d'un principe metaphysique (1746)
- Essai de philosophie morale (1749)
- Essai de cosmologie (1750)

## Fordítás
- Ez a szócikk részben vagy egészben  a   Pierre Louis Maupertuis című angol Wikipédia-szócikk fordításán alapul.  Az eredeti cikk szerkesztőit annak laptörténete sorolja fel. Ez a jelzés csupán a megfogalmazás eredetét és a szerzői jogokat jelzi, nem szolgál a cikkben szereplő információk forrásmegjelöléseként.